# Nvidia GoForce

GoForce-Logo

GoForce ist ein Markenname der Firma Nvidia und bezeichnet Grafikprozessoren für Mobiltelefone, PDAs, Smartphones und Ähnliches. Er benötigt verhältnismäßig wenig elektrische Energie, seine Leistung ist allerdings nicht mit modernen Grafikchips für Notebooks oder dem Desktop-Bereich vergleichbar. Er dient in erster Linie zur Entlastung der CPU bei der flüssigen Darstellung von 2D-/3D-Grafik und bei der Verarbeitung von Video- sowie Audiodaten. Mit den GoForce Chips konkurriert Nvidia mit der Imageon-Serie des Konkurrenten ATI/AMD.

## Modelle
- GoForce 2150[2]
- GoForce 3000
- GoForce 4000[3][4]
- GoForce 3D 4500[5][6][7][8][9]
- GoForce 4800[10]
- GoForce 5300
- GoForce 5500[11][12][13][14][15][16]
- GoForce 6100[17][18]